# V legislatura della Repubblica Italiana
La V Legislatura della Repubblica Italiana è stata in carica dal 5 giugno 1968 al 24 maggio 1972.

## Cronologia
Quando le elezioni si svolsero, nel giugno del 1968, si era già scatenato il movimento studentesco e operaio: il voto ne fu appena sfiorato, ma tutta la V legislatura ne sarebbe stata coinvolta. Il 1968 colse di sorpresa i partiti; nessuno comprese che le profonde trasformazioni in atto negli anni sessanta avrebbero avuto ripercussioni sullo scenario politico: anche lo stesso PCI fu accusato di collusione con la borghesia capitalistica e di abbandono di ogni spinta rivoluzionaria.
In questi anni emergeranno nuovi movimenti rivoluzionari come Potere Operaio, Lotta Continua e i primi nuclei del terrorismo. Il nuovo centro-sinistra che nacque alla fine del 1968, guidato da Mariano Rumor, dovette affrontare questa situazione con una serie di incentivazioni salariali, previdenziali e pensionistiche. In questo clima emerse presto il terrorismo: inizialmente di destra, con l'attentato di Piazza Fontana a Milano nel 1969, su un treno ferroviario Firenze-Bologna e in un comizio a Brescia nel 1974, poi quella di sinistra, con l'emergere delle Brigate Rosse.
Nel 1971 la DC rompe il legame con il PSI e torna ad un governo di centro con Giulio Andreotti. Sulla mal riuscita esperienza di centro-sinistra, pesava il fatto di non essere riusciti a ridurre l'elettorato comunista, ma anzi, di averlo visto incrementare sull'onda della protesta giovanile. Furono anche gli anni in cui venne approvata la legge n. 300 del 1970, meglio conosciuta come "Statuto dei lavoratori", che regolamentava l'ingresso delle organizzazioni sindacali nelle imprese, estendeva i diritti dei lavoratori, e poneva limiti ulteriori ai licenziamenti. Sempre nel 1970 vennero approvate la legge n. 898/1970 sul divorzio e la legge n. 352/1970 sul referendum.
Fu la prima legislatura della storia repubblicana italiana a sciogliersi anticipatamente rispetto ai cinque anni canonici, in quanto nella primavera 1972 si arrivò alle elezioni politiche anticipate.

## Governi
- Governo Leone II
  - Dal 24 giugno 1968 al 12 dicembre 1968
  - Presidente del Consiglio dei ministri: Giovanni Leone (DC)

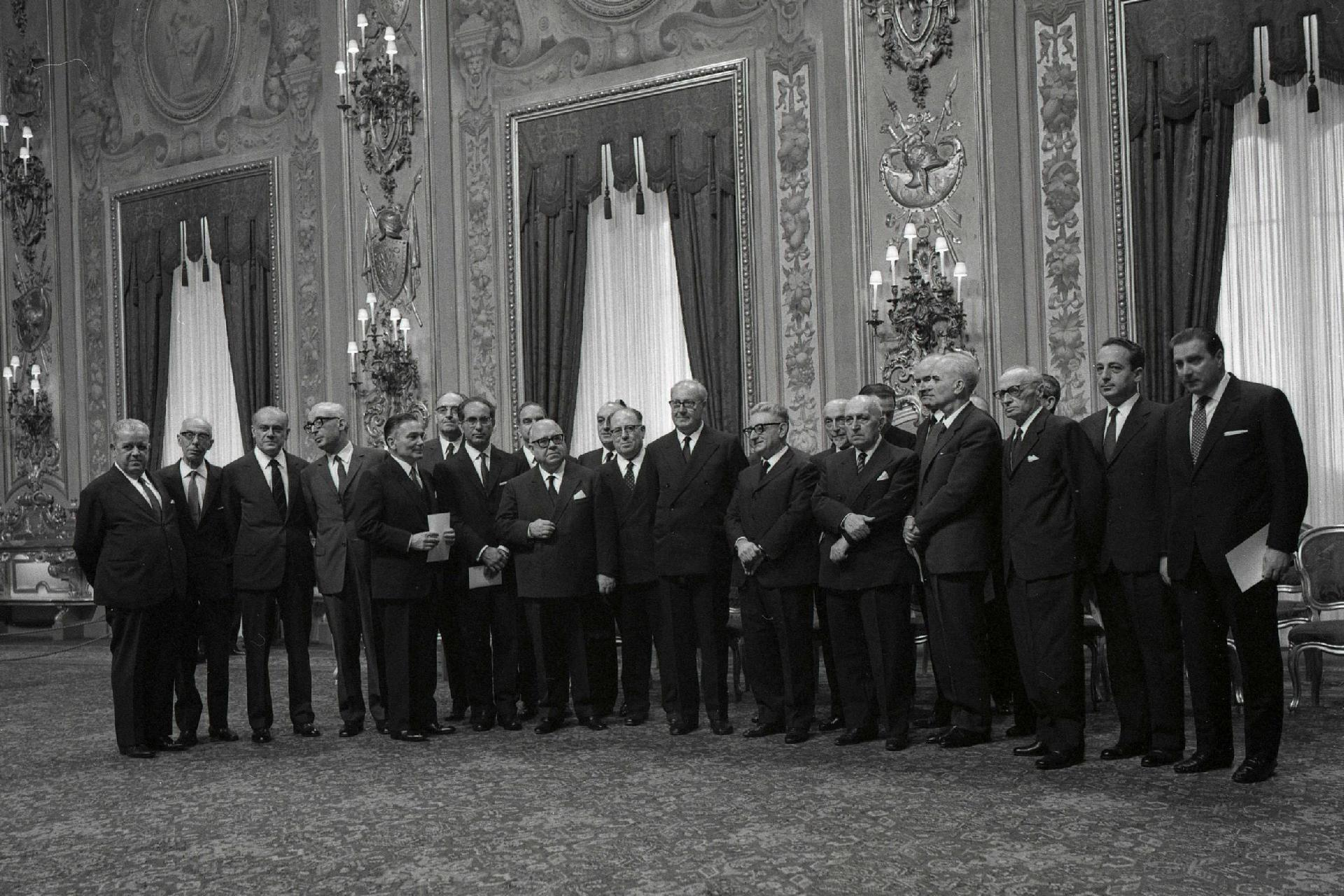
Giuramento del Governo Leone II, 24 giugno 1968.

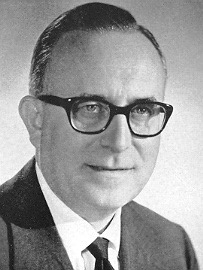
Mariano Rumor, Presidente del Consiglio dal 12 dicembre 1968 al 6 agosto 1970.

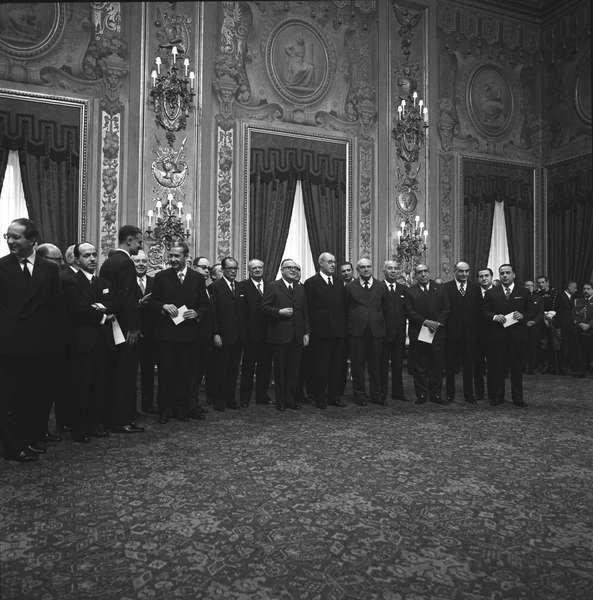
Giuramento del Governo Rumor III, 27 marzo 1970.

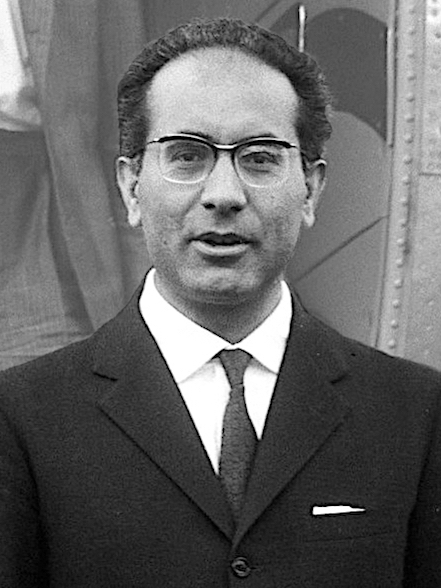
Emilio Colombo, Presidente del Consiglio dal 6 agosto 1970 al 17 febbraio 1972.

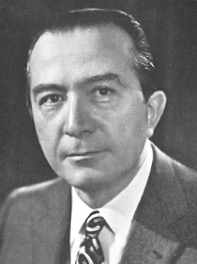
Giulio Andreotti, Presidente del Consiglio dal 17 febbraio al 26 giugno 1972.

  - Composizione del governo: DC
- Governo Rumor I
  - Dal 12 dicembre 1968 al 5 agosto 1969
  - Presidente del Consiglio dei ministri: Mariano Rumor (DC)
  - Composizione del governo: DC, PSU, PRI
- Governo Rumor II
  - Dal 5 agosto 1969 al 27 marzo 1970
  - Presidente del Consiglio dei ministri: Mariano Rumor (DC)
  - Composizione del governo: DC
- Governo Rumor III
  - Dal 27 marzo 1970 al 6 agosto 1970
  - Presidente del Consiglio dei ministri: Mariano Rumor (DC)
  - Composizione del governo: DC, PSI, PSDI, PRI
- Governo Colombo
  - Dal 6 agosto 1970 al 17 febbraio 1972
  - Presidente del Consiglio dei ministri: Emilio Colombo (DC)
  - Composizione del governo: DC, PSI, PSDI, PRI
- Governo Andreotti I
  - Dal 17 febbraio 1972 al 26 giugno 1972
  - Presidente del Consiglio dei ministri: Giulio Andreotti (DC)
  - Composizione del governo: DC

## Camera dei deputati

### Ufficio di presidenza

#### Presidente
- Sandro Pertini (PSI) - L'elezione è avvenuta il 5 giugno 1968.

#### Vice presidenti
- Guido Gonella (DC) [fino al 24/06/1968]
- Benigno Zaccagnini (DC)
- Arrigo Boldrini (PCI)
- Lucio Mario Luzzatto (PSIUP)
- Roberto Lucifredi (DC) [dal 24/07/1968]

#### Questori
- Gustavo De Meo (DC)
- Egidio Ariosto (PSDI)
- Mauro Tognoni (PCI)

#### Segretari
- Arnaldo Armani (DC)
- Vittorino Carra (DC)
- Emanuele Terrana (PRI) [fino al 14/12/1968]
- Renzo Pigni (PSIUP)
- Adelio Terraroli (PCI)
- Renato Finelli (Misto)
- Raffaele Delfino (MSI)
- Agostino Bignardi (PLI)
- Antonio Montanti (PRI) [dal 22/05/1969]

### Capigruppo parlamentari
| Gruppo parlamentare | Gruppo parlamentare                              | Presidente | Seggi     |
| ------------------- | ------------------------------------------------ | --- | --------- |
|                     | Democrazia Cristiana                             | Fiorentino Sullo [fino al 12/12/1968] Giulio Andreotti [dal 17/12/1968]                                                                                        | 260 / 624 |
|                     | Comunista                                        | Pietro Ingrao | 166 / 624 |
|                     | Partito Socialista Italiano                      | Mauro Ferri [fino al 09/11/1968] Flavio Orlandi [dal 21/12/1968 al 07/07/1969] Antonio Giolitti [dal 01/10/1969 al 27/03/1970] Luigi Bertoldi [dal 02/07/1970] | 62 / 624  |
|                     | Partito Liberale Italiano                        | Giovanni Malagodi [fino al 18/01/1971] Aldo Bozzi [dal 18/01/1971]                                                                                             | 30 / 624  |
|                     | Partito Socialista Democratico Italiano          | Flavio Orlandi | 29 / 624  |
|                     | Movimento Sociale Italiano                       | Giorgio Almirante [fino al 03/07/1969] Ernesto De Marzio [dal 03/07/1969]                                                                                      | 24 / 624  |
|                     | Partito Socialista Italiano di Unità Proletaria  | Domenico Ceravolo | 22 / 624  |
|                     | Misto                                            | Francesco Taormina | 17 / 624  |
|                     | Partito Repubblicano                             | Ugo La Malfa | 9 / 624   |
|                     | Partito Democratico Italiano di Unità Monarchica | Alfredo Covelli | 5 / 624   |

### Commissioni parlamentari
| #    | Commissione | Presidente                                                    | Presidente                                    |
| ---- | --- | ------------------------------------------------------------- | --------------------------------------------- |
| I    | Affari costituzionali, organizzazione dello stato, regioni, disciplina generale del rapporto di pubblico impiego |                                                               | Brunetto Bucciarelli-Ducci (DC)               |
| II   | Affari della Presidenza del Consiglio, affari interni e di culto, enti pubblici                                  |                                                               | Achille Corona (PSI)                          |
| III  | Affari esteri, emigrazione                                                                                       |                                                               | Antonio Cariglia (PSDI)                       |
| IV   | Giustizia |                                                               | Oronzo Reale (PRI) [fino al 12/12/1968]       |
| IV   | Giustizia | Pietro Bucalossi (PRI) [dal 16/01/1969]                       |                                               |
| V    | Bilancio e programmazione - partecipazioni statali                                                               |                                                               | Flavio Orlandi (PSI) [fino al 15/01/1969]     |
| V    | Bilancio e programmazione - partecipazioni statali                                                               | Pietro Lezzi (PSI) [dal 29/01/1969 al 04/02/1969]             |                                               |
| V    | Bilancio e programmazione - partecipazioni statali                                                               | Roberto Tremelloni (PSDI) [dal 05/02/1969]                    |                                               |
| VI   | Finanze e Tesoro                                                                                                 |                                                               | Rodolfo Vicentini (DC)                        |
| VII  | Difesa |                                                               | Bernardo Mattarella (DC) [fino al 01/03/1971] |
| VII  | Difesa | Italo Giulio Caiati (DC) [dall'11/03/1971 al 17/02/1972]      |                                               |
| VII  | Difesa | Pietro Buffone (DC) [dal 05/02/1969]                          |                                               |
| VIII | Istruzione e belle arti                                                                                          |                                                               | Riccardo Misasi (DC) [fino al14/12/1968]      |
| VIII | Istruzione e belle arti                                                                                          | Giovanni Battista Scaglia (DC) [dal 23/01/1969 al 05/08/1969] |                                               |
| VIII | Istruzione e belle arti                                                                                          | Giuseppe Romanato (DC) [dal 09/10/1969]                       |                                               |
| IX   | Lavori pubblici                                                                                                  |                                                               | Cesare Baroni (DC)                            |
| X    | Trasporti e aviazione civile, marina mercantile, poste e telecomunicazioni                                       |                                                               | Cesare Bensi (PSI) [fino al 14/12/1968]       |
| X    | Trasporti e aviazione civile, marina mercantile, poste e telecomunicazioni                                       | Giorgio Guerrini (PSI) [dal 16/01/1969]                       |                                               |
| XI   | Agricoltura e foreste                                                                                            |                                                               | Ferdinando Truzzi (DC)                        |
| XII  | Industria e commercio, artigianato, commercio estero                                                             |                                                               | Antonio Giolitti (PSI) [fino al 07/07/1969]   |
| XII  | Industria e commercio, artigianato, commercio estero                                                             | Stefano Servadei (PSI) [dal 04/12/1969]                       |                                               |
| XIII | Lavoro - assistenza e previdenza sociale - cooperazione                                                          |                                                               | Nullo Biaggi (DC)                             |
| XIV  | Igiene e sanità pubblica                                                                                         |                                                               | Beniamino De Maria (DC) [fino al 07/08/1969]  |
| XIV  | Igiene e sanità pubblica                                                                                         | Dante Graziosi (DC) [dal 09/10/1969]                          |                                               |

### Riepilogo della composizione
| Gruppo parlamentare alla Camera dei deputati | Gruppo parlamentare alla Camera dei deputati             | Inizio legislatura | 1968 | 1969 | 1970 | 1971 | Fine legislatura |
| -------------------------------------------- | -------------------------------------------------------- | ------------------ | ---- | ---- | ---- | ---- | ---------------- |
|                                              | Democrazia Cristiana (DC)                                | 262                | 262  | 262  | 261  | 261  | 260              |
|                                              | Partito Comunista Italiano (PCI)                         | 171                | 171  | 169  | 166  | 166  | 166              |
|                                              | Partito Socialista Italiano (PSI)                        | 91                 | 91   | 62   | 62   | 62   | 62               |
|                                              | Partito Liberale Italiano (PLI)                          | 31                 | 31   | 31   | 31   | 31   | 30               |
|                                              | Partito Socialista Democratico Italiano (PSDI)           | —                  | —    | 29   | 29   | 29   | 29               |
|                                              | Movimento Sociale Italiano (MSI)                         | 23                 | 23   | 23   | 23   | 24   | 24               |
|                                              | Partito Socialista Italiano di Unità Proletaria (PSIUP)  | 23                 | 23   | 23   | 23   | 22   | 22               |
|                                              | Repubblicano (PRI)                                       | 9                  | 9    | 9    | 9    | 9    | 9                |
|                                              | Partito Democratico Italiano di Unità Monarchica (PDIUM) | 5                  | 6    | 6    | 6    | 5    | 5                |
|                                              | Gruppo misto                                             | 10                 | 10   | 12   | 16   | 17   | 17               |
| Totale                                       | Totale                                                   | 625                | 626  | 626  | 626  | 626  | 624              |

#### Modifiche nella composizione dei gruppi parlamentari
1. ↑  Un deputato del gruppo DC decede durante il 1968: Vincenzo Gagliardi il 22 giugno, il 5 luglio è sostituito da Nerino Cavallari.
2. ↑  Due deputati del gruppo DC cessano dal mandato parlamentare durante il 1969: Vito Scalia e Bruno Storti l'8 agosto, lo stesso giorno sono sostituiti rispettivamente da Giosuè Salomone e Ruggero Villa.

Un deputato del gruppo DC decede durante il 1969: Giulio Pastore il 14 ottobre, il 22 ottobre è sostituito da Carlo Borra.
3. ↑  Un deputato abbandona il gruppo DC durante il 1970. Aderisce al gruppo Misto: Giuseppe Gerbino il 16 settembre.

Tre deputati cessano dal mandato parlamentare durante il 1970: Franco Maria Malfatti il 25 giugno, il 2 luglio è sostituito da Renzo Nicolini; Gianni Dagnino il 21 settembre, il 30 settembre è sostituito da Ettore Spora; Clelio Darida il 21 ottobre, lo stesso giorno è sostituito da Lamberto Bertucci.
4. ↑  Tre deputati del gruppo DC decedono durante il 1971: Salvatore Angelo Gitti il 21 febbraio, il 24 febbraio è sostituito da Francesco Tagliarini; Bernardo Mattarella il 1º marzo, il 3 marzo è sostituito da Aldo Bassi; Francesco Napolitano il 24 ottobre, il 27 ottobre è sostituito da Ferdinando D'Ambrosio.
5. ↑  Due deputati del gruppo DC cessano dal mandato parlamentare durante il 1972: Emanuela Savio il 22 febbraio, il 24 febbraio è sostituita da Renzo Franzo; Carlo Scarascia-Mugnozza il 21 marzo.
6. ↑  Un deputato del gruppo PCI decede durante il 1968: Giovanni Dello Jacovo il 3 settembre, il 25 settembre è sostituito da Domenico Conte.
7. ↑  Due deputati abbandonano il gruppo PCI durante il 1969. Aderiscono al gruppo Misto: Massimo Caprara e Aldo Natoli il 19 dicembre.

Cinque deputati del gruppo PCI cessano dal mandato parlamentare durante il 1969: Renato Degli Esposti, Luciano Lama e Agostino Novella il 2 luglio, sono rispettivamente sostituiti da Peppino Aldrovandi il 3 agosto, Adriana Lodi Faustini Fustini e Giorgio Bini il giorno successivo; Pietro Amendola il 23 luglio, l'8 agosto è sostituito da Mario Cirillo; Ermanno Benocci il 17 dicembre, lo stesso giorno è sostituito da Danilo Tani.
8. ↑  Tre deputati abbandonano il gruppo PCI durante il 1970. Aderiscono al gruppo Misto: Luigi Pintor il 4 marzo, Liberato Bronzuto il 15 aprile, Eliseo Milani il 15 ottobre.

Un deputato del gruppo PCI decede durante il 1970: Pietro Vergani il 4 maggio, il 13 maggio è sostituito da Marco Baccalini.
9. ↑  Due deputati del gruppo PCI cessano dal mandato parlamentare durante il 1971: Nicola Pagliarani il 16 giugno, lo stesso giorno è sostituito da Veniero Accreman; Alcide Vecchi il 23 settembre, il giorno successivo è sostituito da Fausto Bocchi che a sua volta cessa dal mandato l'8 novembre, il giorno stesso è sostituito da Franco Pasini.
10. ↑  Ventinove deputati abbandonano il gruppo PSI durante il 1969. Aderiscono al gruppo PSU: Giuseppe Amadei, Luigi Angrisani, Egidio Ariosto, Giuseppe Averardi, Alberto Bemporad, Antonio Cariglia, Guido Ceccherini, Alberto Ciampaglia, Bruno Corti, Salvatore Cottoni, Mauro Ferri, Pietro Longo, Giuseppe Lupis, Terenzio Magliano, Anselmo Martoni, Renato Massari, Matteo Matteotti, Maria Vittoria Mezza, Ugo Napoli, Franco Nicolazzi, Flavio Orlandi, Tomaso Palmiotti, Luigi Preti, Alessandro Reggiani, Pier Luigi Romita, Bruno Sargentini, Primo Silvestri, Mario Tanassi e Roberto Tremelloni il 7 luglio.
11. ↑  Due deputati del gruppo PSI cessano dal mandato parlamentare durante il 1970: Giulio Polotti il 10 agosto, lo stesso giorno è sostituito da Angelo Cucchi; Pietro Nenni il 24 novembre, il 26 novembre è sostituito da Luciano De Pascalis.
12. ↑  Un deputato del gruppo PLI decede durante il 1969: Francesco Cocco Ortu il 16 gennaio, il 22 gennaio è sostituito da Raffaele Camba.
13. ↑  Un deputato abbandona il gruppo PLI durante il 1972. Aderisce al gruppo Misto: Antonio Capua il 22 febbraio.
14. ↑  Ventinove deputati aderiscono al gruppo PSU durante il 1969. Abbandonano il gruppo PSI: Giuseppe Amadei, Luigi Angrisani, Egidio Ariosto, Giuseppe Averardi, Alberto Bemporad, Antonio Cariglia, Guido Ceccherini, Alberto Ciampaglia, Bruno Corti, Salvatore Cottoni, Mauro Ferri, Pietro Longo, Giuseppe Lupis, Terenzio Magliano, Anselmo Martoni, Renato Massari, Matteo Matteotti, Maria Vittoria Mezza, Ugo Napoli, Franco Nicolazzi, Flavio Orlandi, Tomaso Palmiotti, Luigi Preti, Alessandro Reggiani, Pier Luigi Romita, Bruno Sargentini, Primo Silvestri, Mario Tanassi e Roberto Tremelloni il 7 luglio.
15. ↑  Un deputato del gruppo MSI decede durante il 1969: Arturo Michelini il 15 giugno, il 18 giugno è sostituito da Pino Romualdi.
16. ↑  Un deputato aderisce al gruppo MSI durante il 1971. Abbandonando il gruppo PDIUM: Giovanni de Lorenzo il 5 maggio.
17. ↑  Un deputato del gruppo PSIUP decede durante il 1968: Umberto Zurlini il 25 agosto, il 30 agosto è sostituito da Franco Boiardi.
18. ↑  Un deputato aderisce al gruppo PSIUP durante il 1971. Abbandonando il gruppo Misto: Rocco Minasi il 24 settembre.

Due deputati abbandonano il gruppo PSIUP durante il 1971. Aderiscono al gruppo Misto: Lelio Basso il 16 gennaio, Rocco Minasi il 26 marzo.
19. ↑  Un deputato subentrante aderisce al gruppo PDIUM durante il 1968: Giovanni Casola il 5 luglio, in sostituzione di Gaetano Fiorentino che opta per il seggio al Senato.
20. ↑  Un deputato del gruppo PDIUM decede durante il 1970: Gioacchino Lauro il 1º maggio, il 13 maggio è sostituito da Giovanni Gatti.
21. ↑  Un deputato abbandona il gruppo PDIUM durante il 1971. Aderisce al gruppo MSI: Giovanni de Lorenzo il 5 maggio.
22. ↑  Due deputati aderiscono al gruppo Misto durante il 1969. Abbandonando il gruppo PCI: Massimo Caprara e Aldo Natoli il 19 dicembre.
23. ↑  Quattro deputati aderiscono al gruppo Misto durante il 1970. Abbandonando il gruppo PCI: Luigi Pintor il 4 marzo, Liberato Bronzuto il 15 aprile, Eliseo Milani il 15 ottobre. Abbandonando il gruppo DC: Giuseppe Gerbino il 16 settembre.
24. ↑  Due deputati aderiscono al gruppo Misto durante il 1971. Abbandonano il gruppo PSIUP: Lelio Basso il 16 gennaio, Rocco Minasi il 26 marzo.

Un deputato abbandona il gruppo Misto durante il 1971. Aderisce al gruppo PSIUP: Rocco Minasi il 24 settembre.

Un deputato del gruppo Misto decede durante il 1971: Sergio Morgana il 5 agosto, il 24 settembre è sostituito da Cesare Pirisi.
25. ↑  Un deputato aderisce al gruppo Misto durante il 1972. Abbandonando il gruppo PLI: Antonio Capua il 22 febbraio.

Un deputato del gruppo Misto decede durante il 1972: Germano Ollietti il 25 aprile.

#### Modifiche nella nomenclatura dei gruppi parlamentari
1. ↑  Il gruppo Partito Socialista Italiano - Partito Socialista Democratico Italiano Unificati (PSI-PSDI unificati) cambia nome in Partito Socialista Italiano (PSI) il 23 ottobre 1968.
2. ↑  Il gruppo Partito Socialista Unitario (PSU) si forma il 7 luglio 1969.

Il gruppo cambia nome in Partito Socialista Democratico Italiano (PSDI) il 18 febbraio 1971.

## Senato della Repubblica

### Consiglio di presidenza

#### Presidenti
Amintore Fanfani (DC) - L'elezione è avvenuta il 5 giugno 1968.

#### Vicepresidenti
- Giuseppe Spataro (DC)
- Domenico Macaggi (PSI) [fino al 09/03/1969]
- Simone Gatto (SI) [fino al 05/06/1968]
- Pietro Secchia (PCI) [fino al 05/06/1968]
- Italo Viglianesi (PSI) [dal 07/05/1969 al 26/03/1970]
- Piero Caleffi (PSI) [dal 26/03/1970]

#### Questori
- Giovanni Lombardi (DC)
- Giulio Maier (PSI) [fino al 06/02/1970]
- Gelasio Adamoli (PCI)
- Luigi Buzio (PSI) [dal 13/05/1970]

#### Segretari
- Giacinto Genco (DC) [fino al 25/06/1968]
- Gino Zannini (DC) [fino al 06/08/1968]
- Carlo Torelli (DC)
- Giuseppe Tortora (PSI) [fino al 01/04/1970]
- Balda Di Vittorio (PCI)
- Agide Samaritani (PCI) [fino al 07/02/1969]
- Angelo Custode Masciale (PSIUP)
- Stefano Germanò (PLI)
- Gioacchino Attaguile (DC) [dal 25/07/1968 al 01/04/1970]
- Luigi Borsari (PCI) [dal 27/02/1969]
- Marzio Bernardinetti (DC) [dal 26/11/1969]
- Luigi Arnone (PSI) [dal 13/05/1970]
- Dino Limoni (DC) [dal 13/05/1970]

### Capigruppo parlamentari
| Gruppo parlamentare | Gruppo parlamentare                             | Presidente | Seggi     |
| ------------------- | ----------------------------------------------- | --- | --------- |
|                     | Democrazia Cristiana                            | Silvio Gava [fino al 12/12/1968] Giuseppe Caron [dal 29/01/1969 al 04/08/1969] Giovanni Spagnolli [dal 16/10/1969] | 135 / 321 |
|                     | Comunista                                       | Umberto Terracini                                                                                                  | 76 / 321  |
|                     | Partito Socialista Italiano                     | Attilio Zannier [fino al 14/01/1969] Francesco Albertini [dal 01/10/1970]                                          | 37 / 321  |
|                     | Partito Liberale Italiano                       | Giorgio Bergamasco                                                                                                 | 16 / 321  |
|                     | Movimento Sociale Italiano                      | Gastone Nencioni                                                                                                   | 13 / 321  |
|                     | Partito Socialista Italiano di Unità Proletaria | Dario Valori | 12 / 321  |
|                     | Sinistra indipendente                           | Ferruccio Parri | 12 / 321  |
|                     | Partito Socialista Democratico Italiano         | Dante Schietroma [fino al 01/04/1970] Francesco Iannelli [dal 23/04/1970]                                          | 12 / 321  |
|                     | Misto                                           | Michele Cifarelli                                                                                                  | 8 / 321   |

### Commissioni parlamentari
| #    | Commissione                    | Presidente                                           | Presidente                                                  |
| ---- | ------------------------------ | ---------------------------------------------------- | ----------------------------------------------------------- |
| I    | Affari costituzionali          |                                                      | Alfonso Tesauro (DC)                                        |
| II   | Giustizia                      |                                                      | Giorgio Fenoaltea (PSI-PSDI unificati) [fino al 23/07/1968] |
| II   | Giustizia                      | Gennaro Cassiani (DC) [dal 24/07/1968 al 24/02/1972] |                                                             |
| II   | Giustizia                      | Giuseppe Salari (DC) [dal 25/02/1972]                |                                                             |
| III  | Affari esteri                  |                                                      | Giuseppe Pella (DC) [fino al 23/02/1972]                    |
| III  | Affari esteri                  | Mario Scelba (DC) [dal 26/02/1972]                   |                                                             |
| IV   | Difesa                         |                                                      | Gastone Darè (PSI-PSDI unificati) [fino al 24/07/1968]      |
| IV   | Difesa                         | Emilio Battista (DC) [dal 25/07/1967 al 27/10/1970]  |                                                             |
| IV   | Difesa                         | Giovanni Di Benedetto (PSDI) [dal 30/10/1970]        |                                                             |
| V    | Bilancio                       |                                                      | Giuseppe Caron (DC)                                         |
| VI   | Finanze e tesoro               |                                                      | Mario Martinelli (DC)                                       |
| VII  | Istruzione pubblica            |                                                      | Luigi Russo (DC)                                            |
| VIII | Lavori pubblici, comunicazioni |                                                      | Giuseppe Togni (DC)                                         |
| IX   | Agricoltura                    |                                                      | Dante Schietroma (PSI) [fino al 13/12/1968]                 |
| IX   | Agricoltura                    | Manlio Rossi-Doria (PSI) [dal 27/02/1969]            |                                                             |
| X    | Industria, commercio, turismo  |                                                      | Giovanni Pieraccini (PSI) [fino al 21/02/1969]              |
| X    | Industria, commercio, turismo  | Attilio Zannier (PSU) [dal 26/02/1969 al 06/08/1970] |                                                             |
| X    | Industria, commercio, turismo  | Arialdo Banfi (PSI) [dal 29/10/1970]                 |                                                             |
| XI   | Lavoro, previdenza sociale     |                                                      | Franco Tedeschi (PSI) [fino al 28/01/1969]                  |
| XI   | Lavoro, previdenza sociale     | Gaetano Mancini (PSI) [dal 20/02/1969]               |                                                             |
| XII  | Igiene e sanità                |                                                      | Martino Caroli (DC)                                         |

### Riepilogo della composizione
| Gruppo parlamentare alla Senato della Repubblica | Gruppo parlamentare alla Senato della Repubblica        | Gruppo parlamentare alla Senato della Repubblica        | Gruppo parlamentare alla Senato della Repubblica        | Inizio legislatura | 1968 | 1969 | 1970 | 1971 | Fine legislatura |
| ------------------------------------------------ | ------------------------------------------------------- | ------------------------------------------------------- | ------------------------------------------------------- | ------------------ | ---- | ---- | ---- | ---- | ---------------- |
|                                                  | Democratico Cristiano (DC)                              | Democratico Cristiano (DC)                              | Democratico Cristiano (DC)                              | 137                | 137  | 136  | 136  | 134  | 135              |
|                                                  | Comunista (PCI)                                         | Comunista (PCI)                                         | Comunista (PCI)                                         | 76                 | 77   | 76   | 76   | 76   | 76               |
|                                                  | Partito Socialista Italiano (PSI)                       | Partito Socialista Italiano (PSI)                       | Partito Socialista Italiano (PSI)                       | 46                 | 46   | 35   | 35   | 36   | 37               |
|                                                  | Partito Liberale Italiano (PLI)                         | Partito Liberale Italiano (PLI)                         | Partito Liberale Italiano (PLI)                         | 16                 | 16   | 16   | 16   | 16   | 16               |
|                                                  | Movimento Sociale Italiano (MSI)                        | Movimento Sociale Italiano (MSI)                        | Movimento Sociale Italiano (MSI)                        | 13                 | 13   | 13   | 13   | 13   | 13               |
|                                                  | Partito Socialista Italiano di Unità Proletaria (PSIUP) | Partito Socialista Italiano di Unità Proletaria (PSIUP) | Partito Socialista Italiano di Unità Proletaria (PSIUP) | 13                 | 13   | 14   | 14   | 13   | 12               |
|                                                  | Sinistra indipendente (SI)                              | Sinistra indipendente (SI)                              | Sinistra indipendente (SI)                              | 12                 | 12   | 12   | 12   | 12   | 12               |
|                                                  | Partito Socialista Democratico Italiano (PSDI)          | Partito Socialista Democratico Italiano (PSDI)          | Partito Socialista Democratico Italiano (PSDI)          | —                  | —    | 10   | 11   | 11   | 12               |
|                                                  | Gruppo misto                                            |                                                         | Non iscritti                                            | 4                  | 4    | 5    | 4    | 4    | 4                |
|                                                  | Gruppo misto                                            | Partito Repubblicano Italiano (PRI)                     | 2                                                       | 2                  | 2    | 2    | 2    | 2    |                  |
|                                                  | Gruppo misto                                            | Südtiroler Volkspartei (SVP)                            | 2                                                       | 2                  | 2    | 2    | 2    | 2    |                  |
| Totale gruppo misto                              | Totale gruppo misto                                     | 8                                                       | 8                                                       | 9                  | 8    | 8    | 8    |      |                  |
| Totale                                           | Totale                                                  | Totale                                                  | Totale                                                  | 321                | 322  | 321  | 321  | 319  | 321              |

#### Modifiche nella composizione dei gruppi parlamentari
1. ↑  Un senatore del gruppo DC cessa dal mandato parlamentare durante il 1969: Graziano Verzotto l'11 dicembre, il 17 dicembre è sostituito da Camillo Giardina.

Due senatori del gruppo DC decedono durante il 1969: Onofrio Jannuzzi il 19 maggio, il 23 maggio è sostituito da Mauro Pennacchio; Vincenzo Bellisario il 21 dicembre, il 14 gennaio è sostituito da Pietro De Dominicis.
2. ↑  Un senatore subentrante aderisce al gruppo DC durante il 1970: Pietro De Dominicis il 14 gennaio, in sostituzione di Vincenzo Bellisario.

Un senatore del gruppo DC cessa dal mandato parlamentare durante il 1970: Vincenzo Verrastro il 10 novembre, il giorno successivo è sostituito da Antonio Bolettieri.

Tre senatori del gruppo DC decedono durante il 1970: Heros Cuzari il 31 maggio, il 12 giugno è sostituito da Alfio Di Grazia; Pietro Lombari il 24 luglio, il 10 agosto è sostituito da Vincenzo Barra; Aristide Merloni il 19 dicembre, il 15 gennaio 1971 è sostituito da Umberto Delle Fave.
3. ↑  Un senatore subentrante aderisce al gruppo DC durante il 1971: Umberto Delle Fave il 15 gennaio.

Un senatore abbandona il gruppo DC durante il 1971. Nominato Presidente della Repubblica: Giovanni Leone il 23 dicembre.

Un senatore cessa dal mandato parlamentare durante il 1971: Umberto Delle Fave il 19 gennaio, il 26 gennaio è sostituito da Alessandro Niccoli.

Nove senatori del gruppo DC decedono durante il 1971: Guglielmo Donati il 12 febbraio, il 17 febbraio è sostituito da Furio Farabegoli; Natale Santero il 3 aprile, il 15 aprile è sostituito da Leonello Zenti; Salvatore Mannironi il 6 aprile, il 15 aprile è sostituito da Ignazio Serra; Alfio Di Grazia il 7 maggio, il 13 maggio è sostituito da Danilo Bruni; Arcangelo Florena il 16 giugno, il 22 giugno è sostituito da Giovanni Cassarino; Elio Ballesi il 20 ottobre; Amato Berthet il 27 novembre; Tommaso Spasari il 19 novembre, il 25 novembre è sostituito da Filippo Murdaca; Annibale Fada il 23 dicembre, il giorno successivo è sostituito da Giovanni Celasco.
4. ↑  Un senatore subentrante aderisce al gruppo DC durante il 1972: Giorgio Braccesi il 15 marzo, in sostituzione di Amintore Fanfani nominato senatore a vita.
5. ↑  Una senatrice subentrante aderisce al gruppo PCI durante il 1968: Giglia Tedesco il 5 luglio.
6. ↑  Un senatore del gruppo PCI decede durante il 1969: Agide Samaritani il 15 marzo, il 21 marzo è sostituito da Lino Venturi che aderisce al gruppo PSIUP.
7. ↑  Un senatore del gruppo PCI cessa dal mandato parlamentare durante il 1970: Giacomo Ferrari il 23 aprile, il 30 aprile è sostituito da Carlo Cerri.

Un senatore del gruppo PCI decede durante il 1970: Giovanni Bertoli il 20 gennaio, il 29 gennaio è sostituito da Oreste Catalano.
8. ↑  Un senatore del gruppo PCI decede durante il 1971: Francesco Moranino il 18 giugno, il 22 giugno è sostituito da Sergio Scarpa.
9. ↑  Un senatore del gruppo PCI decede durante il 1972: Mauro Scoccimarro il 2 gennaio, il 18 gennaio è sostituito da Ugo Croatto.
10. ↑  Undici senatori abbandonano il gruppo PSI durante il 1969. Aderiscono al gruppo PSU: Luigi Buzio, Giovanni Di Benedetto, Dino Dindo, Walter Garavelli, Francesco Iannelli, Giulio Maier, Dante Schietroma, Angelo Tansini, Franco Tedeschi e Attilio Zannier il 7 luglio. Aderisce al gruppo Misto-NI: Michele Zuccalà il 7 luglio.

Tre senatori del gruppo PSI decedono durante il 1969: Alessandro Morino il 21 gennaio, il 23 gennaio è sostituito da Elena Gatti Caporaso; Domenico Macaggi il 9 marzo, il 13 marzo è sostituito da Giovanni Di Benedetto; Giacomo Brodolini l'11 luglio, il 30 luglio è sostituito da Giuseppe Righetti.
11. ↑  Un senatore aderisce al gruppo PSI durante il 1970. Nominato senatore a vita: Pietro Nenni il 1º dicembre.

Un senatore subentrante aderisce al gruppo PSI durante il 1970: Mario Ferri il 10 febbraio, in sostituzione di Giulio Maier del gruppo PSU.

Due senatori abbandonano il gruppo PSI durante il 1970. Aderiscono al gruppo PSU: Aldo Pauselli il 7 aprile, Gastone Darè l'11 maggio.
12. ↑  Un senatore aderisce al gruppo PSI durante il 1971. Abbandonando il gruppo PSIUP: Costantino Preziosi il 25 maggio.
13. ↑  Un senatore aderisce al gruppo PSI durante il 1972. Abbandonando il gruppo PSIUP: Alessandro Menchinelli il 15 marzo.
14. ↑  Un senatore del gruppo PLI durante il 1971: Perpetuo Bruno Massobrio il 9 marzo, l'11 marzo è sostituito da Cesare Rotta.
15. ↑  Un senatore subentrante aderisce al gruppo PSIUP durante il 1969: Lino Venturi il 21 marzo, in sostituzione di Agide Samaritani del gruppo PCI.
16. ↑  Un senatore abbandona il gruppo PSIUP durante il 1971. Aderisce al gruppo PSI: Costantino Preziosi il 24 maggio.
17. ↑  Un senatore abbandona il gruppo PSIUP durante il 1972. Aderisce al gruppo PSI: Alessandro Menchinelli il 14 marzo.
18. ↑  Dieci senatori aderiscono al gruppo PSU durante il 1969. Abbandonando il gruppo PSI: Luigi Buzio, Giovanni Di Benedetto, Dino Dindo, Walter Garavelli, Francesco Iannelli, Giulio Maier, Dante Schietroma, Angelo Tansini, Franco Tedeschi e Attilio Zannier l'8 luglio.
19. ↑  Due senatori aderiscono al gruppo PSU durante il 1970. Abbandonando il gruppo PSI: Aldo Pauselli l'8 aprile, Gastone Darè il 12 maggio.

Un senatore del gruppo PSU decede durante il 1970: Giulio Maier il 6 febbraio, il 10 febbraio è sostituito da Mario Ferri che aderisce al gruppo PSI.
20. ↑  Un senatore aderisce al gruppo PSDI durante il 1972. Poiché ex Presidente della Repubblica: Giuseppe Saragat il 18 gennaio.
21. ↑  Un senatore aderisce al gruppo Misto-NI durante il 1969. Abbandonano il gruppo PSI: Michele Zuccalà l'8 luglio.
22. ↑  Un senatore del gruppo Misto-NI decede durante il 1970: Meuccio Ruini il 6 marzo 1970.

#### Modifiche nella nomenclatura dei gruppi parlamentari
1. ↑  Il gruppo Partito Socialista Unitario (PSU) si forma l'8 luglio 1969 con dieci senatori aderenti provenienti dal gruppo PSI.

Il gruppo cambia nome in Partito Socialista Democratico Italiano (PSDI) il 16 febbraio 1971.